# Прапор Солонянського району
Пра́пор Солоня́нського райо́ну затверджений 28 лютого 2001 р. рішенням № 10-15/XXIII сесії Солонянської районної ради.

## Опис
Прямокутне полотнище із співвідношенням сторін 2:3 розділене діагонально від нижнього древкового кута на верхнє синє та нижнє зелене поля. По діагоналі йдуть два ряди по 10 колосків.
Комп'ютерна графіка — В. М. Напиткін.

## Інші версії

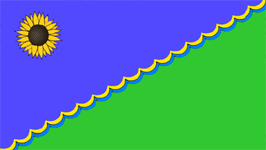
Попередня версія прапору

Прямокутне синьо-зелене полотнище із співвідношенням сторін 2 :3, посередині якого від нижньої частини древка до верхньої вільної частини проходить коса хвиляста жовто-синя смуга шириною 1/8 ширини прапора.  У верхній правій частині розміщена квітка соняшника. Прапор несе у собі як кольори, так і елементи герба. Зворотня сторона полотнища ідентична.